# Christiane de la Fressange
Christiane de la Fressange, née le 16 décembre 1919 à Paris (16ème) et morte le 9 janvier 2009 à Ramatuelle, est une skieuse alpine française. Elle prend part aux côtés de Cécile Agnel, Françoise Matussière et Nicole Villan aux Championnats du monde de ski alpin en 1939 à Zakopane.

## Biographie
Elle est cousine germaine du père d'Inès de La Fressange. Elle épouse le 18 décembre 1940 Jean-Pierre Wimille (1908-1949) avec lequel elle a un fils William Wimille (1946-1993), puis épouse le 17 novembre 1966 Paul Gignoux, ancien président de la Fédération française de ski, frère du pilote automobile Marc Gignoux, ce dernier étant l'époux de Françoise Matussière, skieuse alpine comme Christiane.

## Palmarès

### Championnats du monde
| Épreuve / Édition      | Descente | Slalom | Combiné |
| Mondiaux 1939 Zakopane | 14e      | 16e    | 15e     |